# Законодавчі збори Британської Колумбії
Законодавчі збори Британської Колумбії (англ. Legislative Assembly of British Columbia) — деліберативна асамблея провінції Британська Колумбія, Канада. Засідає в місті Вікторія. Частина Легіслатури Британської Колумбії разом із лейтенантом-губернатором.
До зборів станом на зараз входять 87 депутатів, що обираються на одномандатних виборчих округах за системою відносної більшості з одним переможцем. У зв'язку з демографічною ситуацією кількість місць у зборах може змінюватися. До 2015 року їх було 85. Вибори проводяться що чотири роки. Біллі, схвалені Законодавчими зборами, отримують королівську згоду від лейтенанта-губернатора, що діє від імені короля Канади.
Законодавчі збори були засновані 1871 року; того ж року було створено провінцію Британська Колумбія. Будівля Законодавчих зборів була завершена в 1898 році.
Поточне скликання зборів (42-гі Законодавчі збори) діє з 2020 року й було обрано на виборах, що відбулися 24 жовтня 2020 року. Засідання зборів транслюються в прямому ефірі на телевізійному каналі «Hansard TV».